# Park stanowy South Mountain

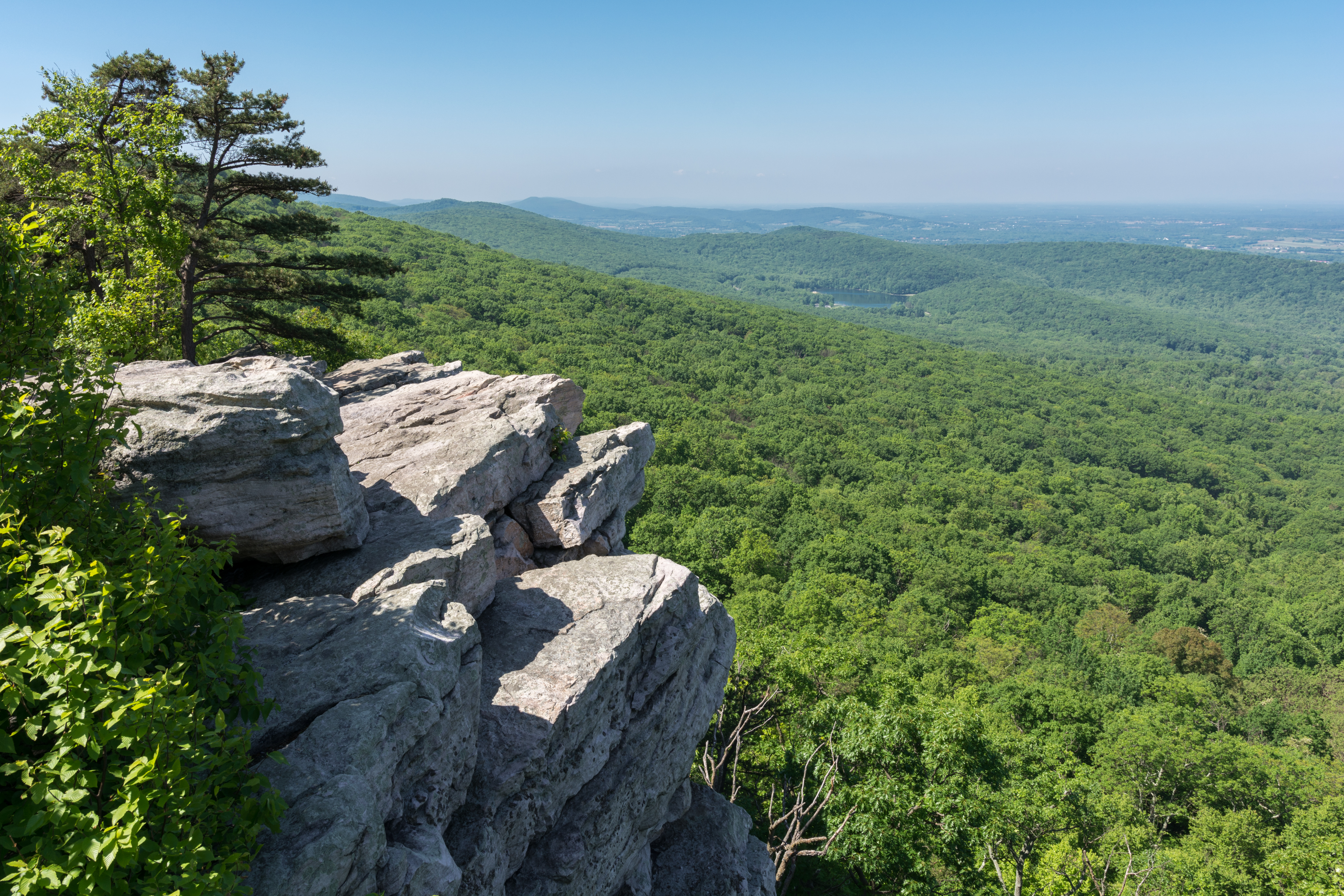
Widok z Annapolis Rocks Overlook, który znajduje się w południowej części parku.

Park stanowy South Mountain (ang. South Mountain State Park) – park stanowy w amerykańskim stanie Maryland. Park ma powierzchnię 8 039 akrów (32,53 km²) i rozciąga się granią masywu góry South Mountain wzdłuż granicy hrabstw Frederick i Washington przez całą szerokość stanu Maryland, od osady Weverton w pobliżu miasta Harpers Ferry przy granicy z Wirginią i Wirginią Zachodnią do granicy z Pensylwanią w pobliżu osady Pen Mar w Pensylwanii. Główną atrakcją parku jest około 65 kilometrów pieszego szlaku Appalachów, wzdłuż którego znajduje się sześć prymitywnych pól kempingowych. Park ma również znaczenie historyczne, ponieważ obejmuje ochroną pole rozegranej w 1862 roku bitwy pod South Mountain.